# Kurt Klaudy
Kurt Klaudy (* 12. April 1905 in Wien; † 3. Dezember 2009) war ein österreichischer Architekt und Historiker.

## Leben
Kurt Karl Maria Klaudy studierte zwischen 1924 und 1928 an der Technischen Hochschule Wien, wo Siegfried Theiss, Max Ferstel, Rudolf Salinger und Karl Mayreder zu seinen Lehrern gehörten. Zudem absolvierte er während seines Studiums eine Praxis im Büro von Robert Oerley und war kurzfristig im Büro von Adolf Loos tätig. Des Weiteren studierte er zwischen 1924 und 1929 Kunstgeschichte bei Josef Strzygowski an der Universität Wien. Nach seiner Promotion zum Dr. phil. 1929 eröffnete er 1930 sein Büro und arbeitete zwischen 1934 und 1945 in einer Büro- und Arbeitsgemeinschaft mit Georg Lippert. 1936 erwarb er die Befugnis zum Ziviltechniker, die zwischen 1939 und 1951 jedoch zurücklegt war. Nach dem Zweiten Weltkrieg war Klaudy von 1945 bis 1954 in Bregenz tätig, wobei er 1952 die Befugnis zum Ziviltechniker wiederbestätigt bekam. Danach war er ab 1954 beruflich wieder in Wien aktiv.
Klaudy war ab 1932 Mitglied der Zentralvereinigung der Architekten Österreichs und ab 1936 Mitglied der Ingenieur- und Architektenkammer Wien.
Klaudy wurde nach seinem Tod auf dem Hietzinger Friedhof (Gruppe 19, Nr. 40) bestattet.

## Klaudy als Historiker
In seinen letzten Lebensjahren beschäftigte sich Klaudy mit historischen Themen auf dem Gebiet der Stadtgeschichte, wobei er neben historischen Quellen und geschichtlichen Forschungsergebnissen auch archäologische Funde und seine persönlichen Erfahrungen als Architekt und Stadtplaner nutzte.

## Werk

### Bauten

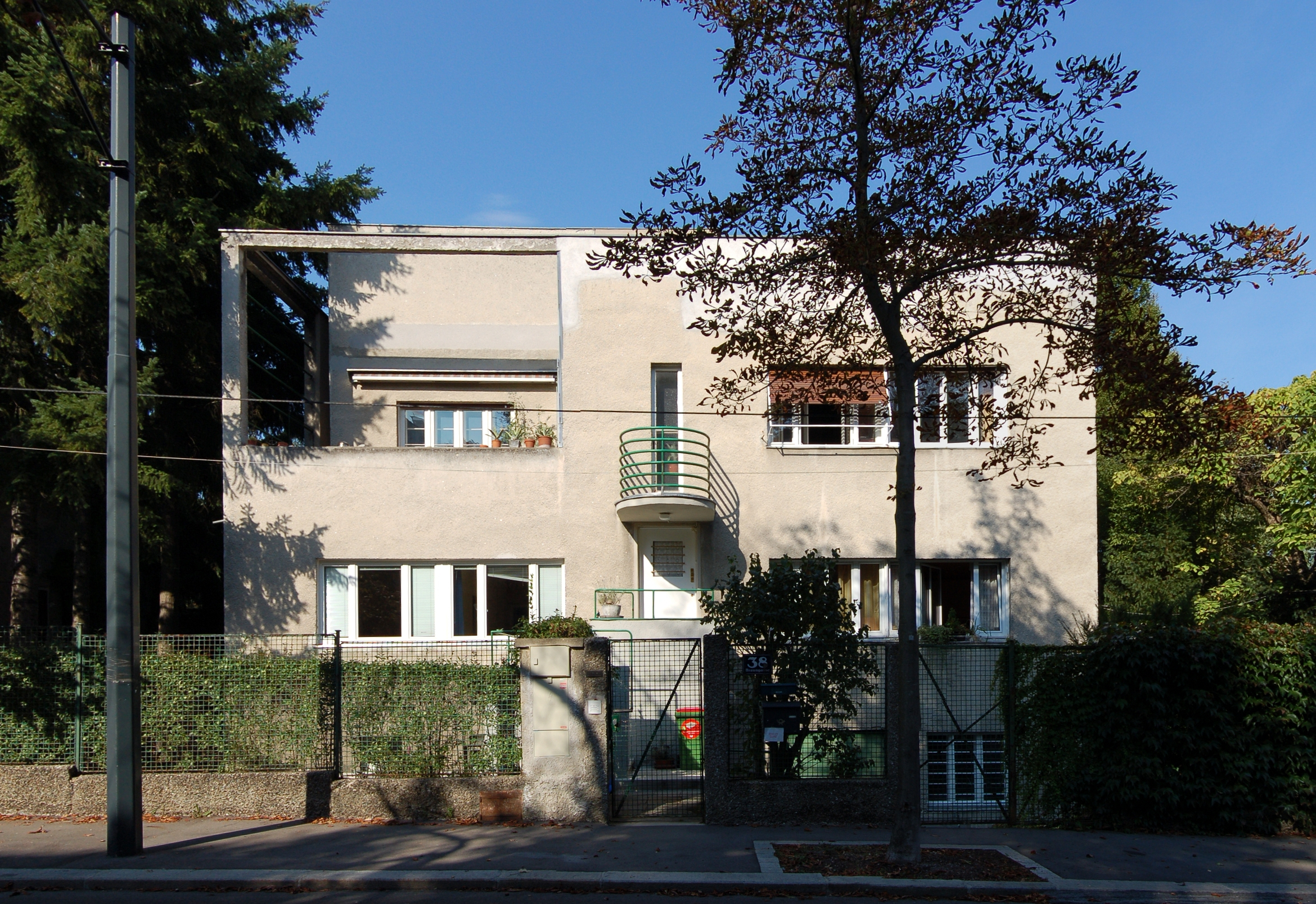
Mehrfamilienhaus Braungasse 38 in Wien-Hernals

- Mehrfamilienwohnhaus in Wien-Hernals, Braungasse 38
- 1935–1936: Kirche St. Hubertus und Christophorus in Wien (mit Georg Lippert)
- 1935–1936: Wohnhaus in Wien-Döbling, Heiligenstädter Straße 161 (mit Georg Lippert)
- 1936–1937: Dominikanerkloster Wien, Neubau des Dominikanerhofs
- Waffenwerke in Brünn[1], Werk V in Gurein (mit Georg Lippert)
- Volks- und Hauptschule in Stammersdorf, Dr.-Skala-Straße[2]

### Schriften
- Zum Werden der Deutschen Stadt. Fragmente zur Geschichte, wo Quellen fehlen: Mainz, Worms, Goslar, Augsburg, Freiburg, Wien. Peter Lang, Frankfurt am Main u. a. 2001, ISBN 3-631-38379-7.
- Das Werden Wiens und seines Stephandoms. Peter Lang, Frankfurt am Main u. a. 2004, ISBN 3-631-51577-4.

## Auszeichnungen
- 1935: Plakette anlässlich der Weltausstellung Brüssel 1935
- 1938: königlich bulgarischer Augustus-Orden